# Manuel Gallego Calatayud
Manuel Gallego Calatayud fue un militar español, que participó en la Guerra civil española.

## Biografía
Militar de carrera, pertenecía al arma de artillería. Cuando se produjo el estallido de la Guerra civil, ostentaba la graduación de capitán. Llegó a combatir en el frente de Teruel junto a las milicias, y durante la batalla de Teruel fue jefe de la artillería republicana. Más adelante ejerció el mando del XIII Cuerpo de Ejército y, posteriormente, del VI Cuerpo de Ejército. Durante la contienda alcanzaría el rango de teniente coronel.